# 오스트레일리아 해군지휘참모대학교
오스트레일리아 해군지휘참모대학교(HMAS Creswell)는 오스트레일리아 캔버라에 있는 오스트레일리아 국립 해군군사참모대학교이며 1911년 11월 7일 오스트레일리아 캔버라에 첫 설립되었다.

## 같이 보기
- 오스트레일리아 공군사관학교
- 오스트레일리아 육군참모대학교
- 오스트레일리아 공군국방항공참모대학교
- 오스트레일리아 국방참모대학교